# Ин дъ Удс...
Ин дъ Удс... (In the Woods... в превод „В гората“) e бивша норвежка блек метъл група, основана през 1992 година в град Кристиансан.

## Дискография
Студио албуми
- 1995 – „Heart of the Ages“
- 1997 – „Omnio“
- 1999 – „Strange In Stereo“

Демо
- 1993 – „Isle of Men“
- 1993 – „Rehearsal“
- 1996 – „A Return to the Isle of Men“

Сингли
- 1996 – „White Rabbit“
- 1998 – „Let There Be More Light“